# وليد أحمد
وليد أحمد (مواليد 22 يناير 1986، لاعب كرة قدم إماراتي يجيد اللعب في الجناح الأيمن.
لعب سابقاً لأندية الأهلي وعجمان ودبا الفجيرة و الشارقة واتحاد كلباء و حتا و الحمرية.

## روابط خارجية
- وليد أحمد على موقع الاتحاد الدولي (مؤرشف)  (الإنجليزية)
- وليد أحمد على موقع Soccerway.com (الإنجليزية)